# Eriostemon thryptomenoides
Eriostemon thryptomenoides là một loài thực vật có hoa trong họ Cửu lý hương. Loài này được S.Moore mô tả khoa học đầu tiên năm 1920.